# Нерівність Фробеніуса
У теорії матриць нерівністю Фробеніуса називають наступну нерівність для рангів матриць:
{\displaystyle {\rm {rank}}AB+{\rm {rank}}BC\leqslant {\rm {rank}}ABC+{\rm {rank}}B}
У цій нерівності розмірності матриць A, B і C повинні забезпечувати існування матриці ABC (тобто ці матриці мають розмірності (i, j), (j, k) і (k, l), відповідно).
Нерівність названа на честь математика Фердинанда Георга Фробеніуса, що відкрив її.